# بين ماسترز
بين ماسترز (بالإنجليزية: Ben Masters)‏ هو ممثل أمريكي، ولد في 6 مايو 1947 في الولايات المتحدة.

## أعمال

### مسلسلات
- عالم آخر

## وصلات خارجية
- بين ماسترز على موقع IMDb (الإنجليزية)
- بين ماسترز على موقع أول موفي (الإنجليزية)
- بين ماسترز على موقع قاعدة بيانات برودواي على الإنترنت (الإنجليزية)
- بين ماسترز على موقع إن إن دي بي (الإنجليزية)
- بين ماسترز على موقع قاعدة بيانات الفيلم (الإنجليزية)